# Liste des communes de Saxe
Cet article recense les communes de Saxe, en Allemagne.

## Statistiques
Au 1er mars 2009, le Land de Saxe comprend 491 communes (Gemeinden en allemand) ou villes (Städte). Elles se répartissent de la sorte :
- 178 villes (Städte), dont :
  - 3 villes-arrondissements (kreisfreie Städte) ;
  - 175 villes appartenant à un arrondissement ;
- 313 communes (Gemeinden) appartenant à un arrondissement.

## Liste

### Villes-arrondissements
- Chemnitz
- Dresde
- Leipzig

### Grandes villes d'arrondissement
Le statut de grande ville d'arrondissement (große Kreisstadt) est accessible aux villes de plus de 17 500 habitants, ou à celles qui ont perdu leur fonction de sous-préfecture (Kreisstadt) lors des réformes d'arrondissement de 1994 et 2008 :
- Annaberg-Buchholz
- Aue
- Auerbach/Vogtl.
- Bautzen
- Bischofswerda
- Borna
- Brand-Erbisdorf
- Coswig
- Crimmitschau
- Delitzsch
- Dippoldiswalde
- Döbeln
- Eilenburg
- Flöha
- Freiberg
- Freital
- Glauchau
- Görlitz
- Grimma
- Großenhain
- Hohenstein-Ernstthal
- Hoyerswerda
- Kamenz
- Limbach-Oberfrohna
- Löbau
- Marienberg
- Markkleeberg
- Meißen
- Mittweida
- Niesky
- Oelsnitz/Vogtl.
- Oschatz
- Pirna
- Plauen
- Radeberg
- Radebeul
- Reichenbach
- Riesa
- Rochlitz
- Schkeuditz
- Schwarzenberg/Erzgeb.
- Sebnitz
- Stollberg/Erzgeb.
- Torgau
- Weißwasser
- Werdau
- Wurzen
- Zittau
- Zschopau
- Zwickau

### Liste complète

#### A
- Adorf/Vogtl. (ville)
- Altenberg (ville)
- Altmittweida
- Amtsberg
- Annaberg-Buchholz (ville)
- Arnsdorf
- Arzberg
- Aue (ville)
- Auerbach
- Auerbach/Vogtl. (ville)
- Augustusburg (ville)

#### B
- Bad Brambach
- Bad Düben (ville)
- Bad Elster (ville)
- Bad Gottleuba-Berggießhübel (ville)
- Bad Lausick (ville)
- Bad Muskau (ville)
- Bad Schandau (ville)
- Bad Schlema
- Bahretal
- Bannewitz
- Bärenstein
- Bautzen (ville)
- Beiersdorf
- Beilrode
- Belgern (ville)
- Belgershain
- Bennewitz
- Bergen
- Bernsbach
- Bernsdorf (Zwickau)
- Bernsdorf (ville, Oberlausitz)
- Bernstadt auf dem Eigen (ville)
- Berthelsdorf
- Bertsdorf-Hörnitz
- Bischofswerda (ville)
- Bobritzsch
- Bockau
- Bockelwitz
- Böhlen (ville)
- Borna (ville)
- Börnichen/Erzgeb.
- Borsdorf
- Borstendorf
- Bösenbrunn
- Boxberg (ville)
- Brandis (ville)
- Breitenbrunn/Erzgeb.
- Bretnig-Hauswalde
- Burgstädt (ville)
- Burgstein
- Burkau
- Burkhardtsdorf

#### C
- Callenberg
- Cavertitz
- Chemnitz (ville-arrondissement)
- Claußnitz
- Colditz (ville)
- Coswig (ville)
- Crimmitschau (ville)
- Crinitzberg
- Crostau
- Crostwitz
- Crottendorf
- Cunewalde

#### D
- Dahlen (ville)
- Delitzsch (ville)
- Demitz-Thumitz
- Dennheritz
- Deutschneudorf
- Deutzen
- Diera-Zehren
- Dippoldiswalde (ville)
- Döbeln (ville)
- Doberschau-Gaußig
- Doberschütz
- Dohma
- Dohna (ville)
- Dommitzsch (ville)
- Dorfchemnitz
- Dorfhain
- Drebach
- Dreiheide
- Dresde (ville-arrondissement)
- Dürrhennersdorf
- Dürrröhrsdorf-Dittersbach

#### E
- Ebersbach
- Ebersbach (bei Großenhain)
- Ebersbach (Görlitz) (ville, Görlitz)
- Ehrenfriedersdorf (ville)
- Eibau
- Eibenstock (ville)
- Eichigt
- Eilenburg (ville)
- Ellefeld
- Elsnig
- Elsterberg (ville)
- Elsterheide
- Elstertrebnitz
- Elstra (ville)
- Elterlein (ville)
- Eppendorf
- Erlau
- Erlbach
- Erlbach-Kirchberg
- Espenhain

#### F
- Falkenau
- Falkenhain
- Falkenstein/Vogtl. (ville)
- Flöha (ville)
- Frankenberg (ville)
- Frankenstein
- Frankenthal
- Frauenstein (ville)
- Fraureuth
- Freiberg (ville)
- Freital (ville)
- Frohburg (ville)

#### G
- Gablenz
- Geising (ville)
- Geithain (ville)
- Gelenau/Erzgeb.
- Geringswalde (ville)
- Gersdorf
- Geyer (ville)
- Glashütte (ville)
- Glaubitz
- Glauchau (ville)
- Göda
- Gohrisch
- Görlitz (ville)
- Gornau/Erzgeb.
- Gornsdorf
- Grimma (ville)
- Gröditz (ville)
- Groitzsch (ville)
- Großbothen
- Groß Düben
- Großdubrau
- Großenhain (ville)
- Großharthau
- Großhartmannsdorf
- Großhennersdorf
- Großnaundorf
- Großolbersdorf
- Großpösna
- Großpostwitz
- Großröhrsdorf (ville)
- Großrückerswalde
- Großschirma (ville)
- Großschönau
- Großschweidnitz
- Großtreben-Zwethau
- Großweitzschen
- Grünbach
- Grünhain-Beierfeld (ville)
- Grünhainichen
- Guttau

#### H
- Hähnichen
- Hainewalde
- Hainichen (ville)
- Halsbrücke
- Hammerbrücke
- Hartenstein (ville)
- Hartha (ville)
- Hartmannsdorf
- Hartmannsdorf bei Kirchberg
- Hartmannsdorf-Reichenau
- Haselbachtal
- Heidenau (ville)
- Heidersdorf
- Heinsdorfergrund
- Hermsdorf/Erzgeb.
- Herrnhut (ville)
- Hilbersdorf
- Hirschfeld
- Hirschstein
- Hochkirch
- Höckendorf
- Hohburg
- Hohendubrau
- Hohenstein-Ernstthal (ville)
- Hohndorf
- Hohnstein (ville)
- Horka
- Hormersdorf
- Hoyerswerda (ville)

#### J
- Jahnsdorf/Erzgeb.
- Jesewitz
- Johanngeorgenstadt (ville)
- Jöhstadt (ville)
- Jonsdorf

#### K
- Käbschütztal
- Kamenz (ville)
- Ketzerbachtal
- Kirchberg (ville)
- Kirnitzschtal
- Kirschau
- Kitzen
- Kitzscher (ville)
- Klingenthal (ville)
- Klipphausen
- Kodersdorf
- Kohren-Sahlis (ville)
- Königsbrück (ville)
- Königsfeld
- Königshain (Görlitz)
- Königshain-Wiederau
- Königstein (Sächsische Schweiz) (ville)
- Königswalde
- Königswartha
- Krauschwitz
- Kreba-Neudorf
- Kreischa
- Kriebstein
- Krostitz
- Kubschütz

#### L
- Lampertswalde
- Langenbernsdorf
- Langenweißbach
- Laußig
- Laußnitz
- Lauta (ville)
- Lauter (ville)
- Lawalde
- Leipzig (ville-arrondissement)
- Leisnig (ville)
- Lengefeld (ville)
- Lengenfeld (ville)
- Leuben-Schleinitz
- Leubnitz
- Leubsdorf
- Leutersdorf
- Lichtenau
- Lichtenberg (Bautzen)
- Lichtenberg/Erzgeb.
- Lichtenstein/Sa. (ville)
- Lichtentanne
- Liebschützberg
- Liebstadt (ville)
- Limbach (Vogtland)
- Limbach-Oberfrohna (ville)
- Löbau (ville)
- Löbnitz
- Lohmen
- Lohsa
- Lommatzsch (ville)
- Lößnitz (ville)
- Lugau/Erzgeb. (ville)
- Lunzenau (ville)

#### M
- Machern
- Malschwitz
- Marienberg (ville)
- Markersdorf
- Markkleeberg (ville)
- Markneukirchen (ville)
- Markranstädt (ville)
- Meerane (ville)
- Mehltheuer
- Meißen (ville)
- Mildenau
- Mittelherwigsdorf
- Mittweida (ville)
- Mochau
- Mockrehna
- Morgenröthe-Rautenkranz
- Moritzburg
- Mücka
- Mügeln (ville)
- Müglitztal
- Mühlau
- Mühlental
- Mühltroff (ville)
- Mulda/Sa.
- Mülsen
- Mutzschen (ville)
- Mylau (ville)

#### N
- Narsdorf
- Naundorf
- Naunhof (ville)
- Nauwalde
- Nebelschütz
- Neißeaue
- Nerchau (ville)
- Neschwitz
- Netzschkau (ville)
- Neuensalz
- Neugersdorf (ville)
- Neuhausen/Erzgeb.
- Neukieritzsch
- Neukirch (bei Königsbrück)
- Neukirch (Lusace)
- Neukirchen/Erzgeb.
- Neukirchen/Pleiße
- Neukyhna
- Neumark
- Neusalza-Spremberg (ville)
- Neustadt in Sachsen (ville)
- Neustadt/Vogtl.
- Niederau
- Niedercunnersdorf
- Niederdorf
- Niederfrohna
- Niederstriegis
- Niederwiesa
- Niederwürschnitz
- Niesky (ville)
- Nossen (ville)
- Nünchritz

#### O
- Obercunnersdorf
- Obergurig
- Oberlungwitz (ville)
- Oberschöna
- Oberwiera
- Oberwiesenthal (ville)
- Oderwitz
- Oederan (ville)
- Oelsnitz/Erzgeb. (ville)
- Oelsnitz/Vogtl. (ville)
- Ohorn
- Olbernhau (ville)
- Olbersdorf
- Oppach
- Oschatz (ville)
- Oßling
- Ostrau
- Ostritz (ville)
- Ottendorf-Okrilla
- Otterwisch
- Oybin

#### P
- Panschwitz-Kuckau
- Parthenstein
- Pausa (ville)
- Pegau (ville)
- Penig (ville)
- Pfaffroda
- Pirna (ville)
- Plauen (ville)
- Pobershau
- Pockau
- Pöhl
- Porschdorf
- Pretzschendorf
- Priestewitz
- Pulsnitz (ville)
- Puschwitz

#### Q
- Quitzdorf am See

#### R
- Rabenau (ville)
- Räckelwitz
- Rackwitz
- Radeberg (ville)
- Radebeul (ville)
- Radeburg (ville)
- Radibor
- Ralbitz-Rosenthal
- Rammenau
- Raschau-Markersbach
- Rathen
- Rathmannsdorf
- Rechenberg-Bienenmühle
- Regis-Breitingen (ville)
- Reichenbach im Vogtland (ville)
- Reichenbach (ville) (Haute-Lusace)
- Reinhardtsdorf-Schöna
- Reinsberg
- Reinsdorf
- Remse
- Reuth
- Riesa (ville)
- Rietschen
- Rochlitz (ville)
- Röderaue
- Rodewisch (ville)
- Rosenbach
- Rosenthal-Bielatal
- Rossau
- Roßwein (ville)
- Rötha (ville)
- Rothenburg (ville)

#### S
- Sayda (ville)
- Scheibenberg (ville)
- Schildau (ville)
- Schirgiswalde (ville)
- Schkeuditz (ville)
- Schleife
- Schlettau (ville)
- Schmiedeberg
- Schmölln-Putzkau
- Schneeberg (ville)
- Schönau-Berzdorf
- Schönbach
- Schönberg
- Schöneck/Vogtl. (ville)
- Schönfeld
- Schönheide
- Schönteichen
- Schönwölkau
- Schöpstal
- Schwarzenberg/Erzgeb. (ville)
- Schwepnitz
- Sebnitz (ville)
- Seelitz
- Sehmatal
- Seiffen/Erzgeb.
- Seifhennersdorf (ville)
- Sohland an der Spree
- Sohland am Rotstein
- Sornzig-Ablaß
- Sosa
- Spreetal
- Stadt Wehlen (ville)
- Stauchitz
- St. Egidien
- Steina
- Steinberg
- Steinigtwolmsdorf
- Stollberg/Erzgeb. (ville)
- Stolpen (ville)
- Strahwalde
- Strehla (ville)
- Striegistal
- Struppen
- Stützengrün
- Syrau

#### T
- Tannenberg
- Tannenbergsthal
- Taucha (ville)
- Taura
- Tauscha
- Thalheim/Erzgeb. (ville)
- Thallwitz
- Tharandt (ville)
- Thermalbad Wiesenbad
- Theuma
- Thiendorf
- Thum (ville)
- Thümmlitzwalde
- Tirpersdorf
- Torgau (ville)
- Trebendorf
- Trebsen/Mulde (ville)
- Treuen (ville)
- Triebel/Vogtl.
- Triebischtal
- Trossin

#### W
- Wachau
- Waldenbourg (ville)
- Waldheim (ville)
- Waldhufen-Vierkirchen
- Wechselburg
- Weinböhla
- Weischlitz
- Weißenberg (ville)
- Weißenborn/Erzgeb.
- Weißig am Raschütz
- Weißkeißel
- Weißwasser (ville)
- Werda
- Werdau (ville)
- Wermsdorf
- Wiedemar
- Wiednitz
- Wildenfels (ville)
- Wildenhain
- Wilkau-Haßlau (ville)
- Wilsdruff (ville)
- Wilthen (ville)
- Wittichenau (ville)
- Wolkenstein (ville)
- Wülknitz
- Wurzen (ville)

#### Z
- Zabeltitz
- Zeithain
- Zettlitz
- Ziegra-Knobelsdorf
- Zinna
- Zittau (ville)
- Zöblitz (ville)
- Zschadraß
- Zschaitz-Ottewig
- Zschepplin
- Zschopau (ville)
- Zschorlau
- Zwenkau (ville)
- Zwickau (ville)
- Zwochau
- Zwönitz (ville)
- Zwota